# تلسکوپ جیمز کلرک ماکسول

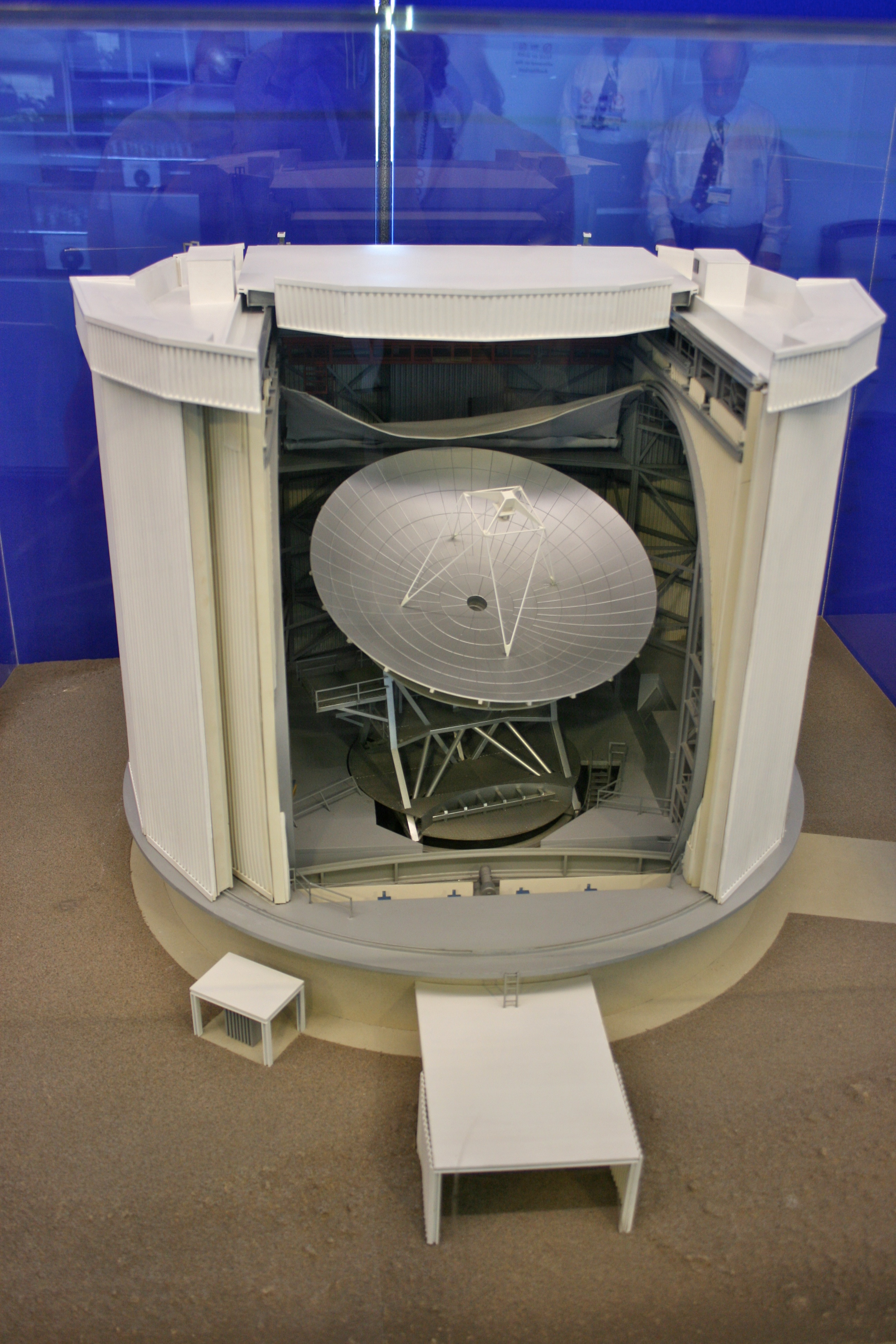
مدل تلسکوپ جیمز کلرک ماکسول

تلسکوپ جیمز کلرک ماکسول (انگلیسی: James Clerk Maxwell Telescope) که به اختصار JCMT نامیده می‌شود، یک تلسکوپ طول موج زیرمیلی‌متری در رصدخانه مونوکی واقع در هاوایی است که در نزدیکی قله مونا کیا در ارتفاع ۴٬۰۹۲ متری نصب شده است. آینه اصلی این تلسکوپ ۱۵ متر قطر دارد که آن را به بزرگ‌ترین تلسکوپ تک‌بشقابی تبدیل کرده است که در طول موج زیرمیلی‌متری طیف الکترومغناطیس (فروسرخ دور تا ریزموج) عمل می‌کند. دانشمندان از این تلسکوپ برای مطالعه منظومه خورشیدی، غبار کیهانی، محیط میان‌ستاره‌ای و کهکشانهای دوردست استفاده می‌کنند.